# مارسيلو ريبيرو
مارسيلو ريبيرو (7 نوفمبر 1981 في البرازيل - ) هو لاعب كرة قدم برازيلي في مركز الهجوم. لعب مع نادي الجمعية السلاوية ونادي حسنية أكادير ونادي كوبلنتس وFC Hämeenlinna ‏ وTampereen Peli-Pojat-70 ‏ وAtlantis FC ‏.

## وصلات خارجية
- مارسيلو ريبيرو على موقع Soccerway.com (الإنجليزية)